# مايكل ديكسون (كرة سلة)
مايكل ديكسون (بالإنجليزية: Michael Dixon)‏ مواليد 1 ديسمبر 1990 في كانساس سيتي، هو لاعب كرة سلة أمريكي. بدأ مسيرته الاحترافية في سنة 2014. يحمل الرقم 11. يبلغ طوله 6 قدم 1.25 بوصة (1.9 م). لعب مع نادي نيمبورك لكرة السلة في الدوري التشيكي الوطني لكرة السلة ونادي إيه إي كي لكرة السلة في الدوري اليوناني لكرة السلة.

## روابط خارجية
- مايكل ديكسون على موقع الاتحاد الدولي لكرة السلة (الإنجليزية)
- مايكل ديكسون على موقع كرة السلة الأوروبية.كوم (الإنجليزية)
- مايكل ديكسون على موقع DraftExpress.com (الإنجليزية)
- مايكل ديكسون على موقع كلية كرة السلة في سبورتس رفرنس.كوم (الإنجليزية)
- مايكل ديكسون على موقع ريلجم (الإنجليزية)
- مايكل ديكسون على موقع بروبوليرز (الإنجليزية)
- مايكل ديكسون على موقع سبورتس رفرنس (الإنجليزية)